# بازتاب (ترانه)
«بازتاب» آلبومی از هنرمند اهل ایالات متحده آمریکا کریستینا آگیلرا است.